# Euhemerisme
Euhemerisme er en religionsforklaring som stammer fra og er opkaldt efter den græske filosof Euhemeros, som levede i 300-tallet f.Kr. Han tillægges det synspunkt, at guderne oprindelig var mennesker med høj position og status i samfundet. Efter deres død blev de ophøjet til guder og dyrket af uvidende mennesker.
Således betragtede man myter som historie, der egentlig var hentet fra den empiriske historie og derpå omformet til fortællinger om guder og magter. Guderne var genstand for apoteose, det vil sige guddommeliggørelse af mennesker.
Teorien var populær i oldkirken og en yndet forklaringsmodel hos mange forfattere i middelalderen som Snorre Sturlason.,